# St. Maria Magdalena (Unterleiterbach)

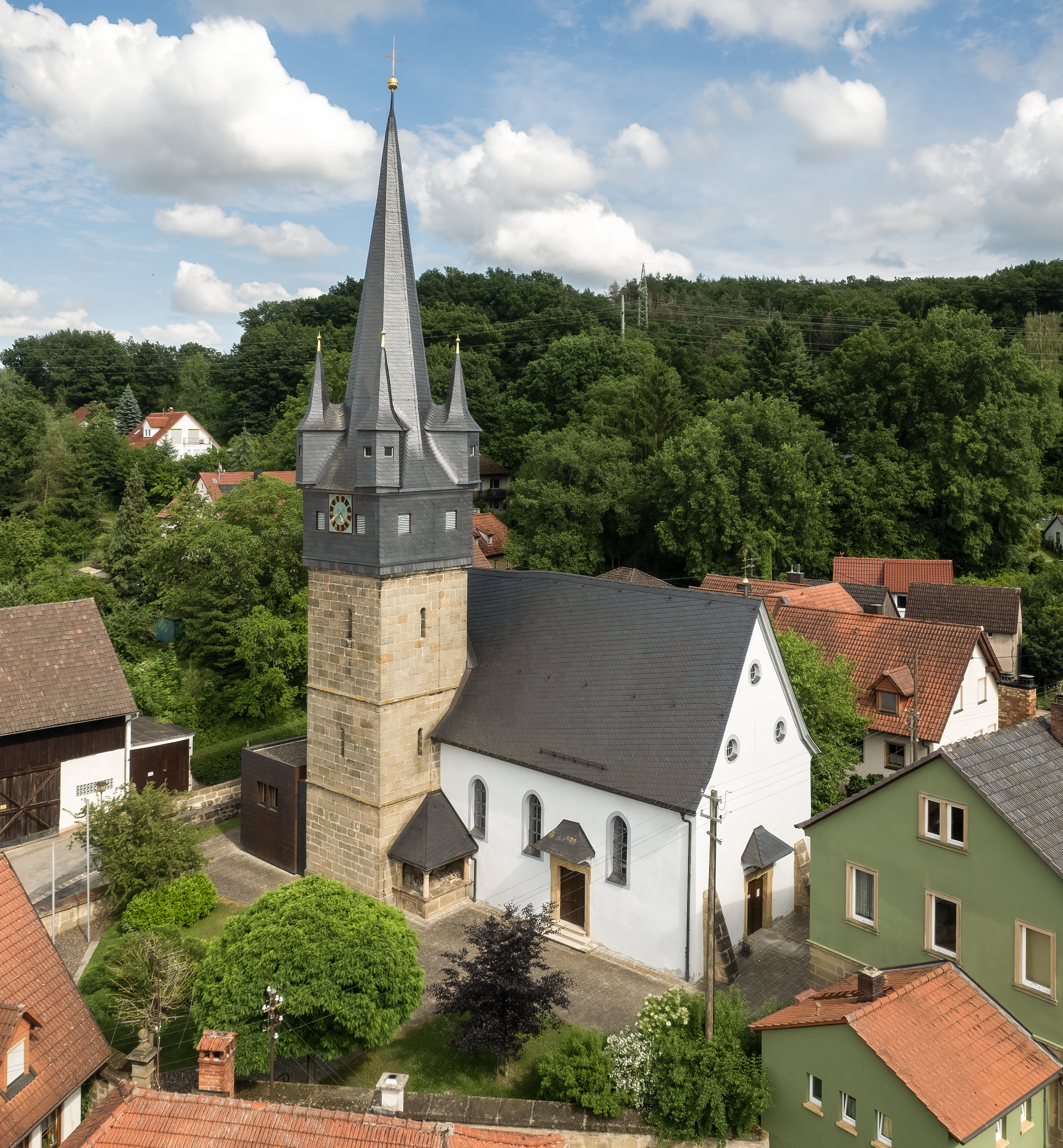
St. Maria Magdalena (Unterleiterbach)

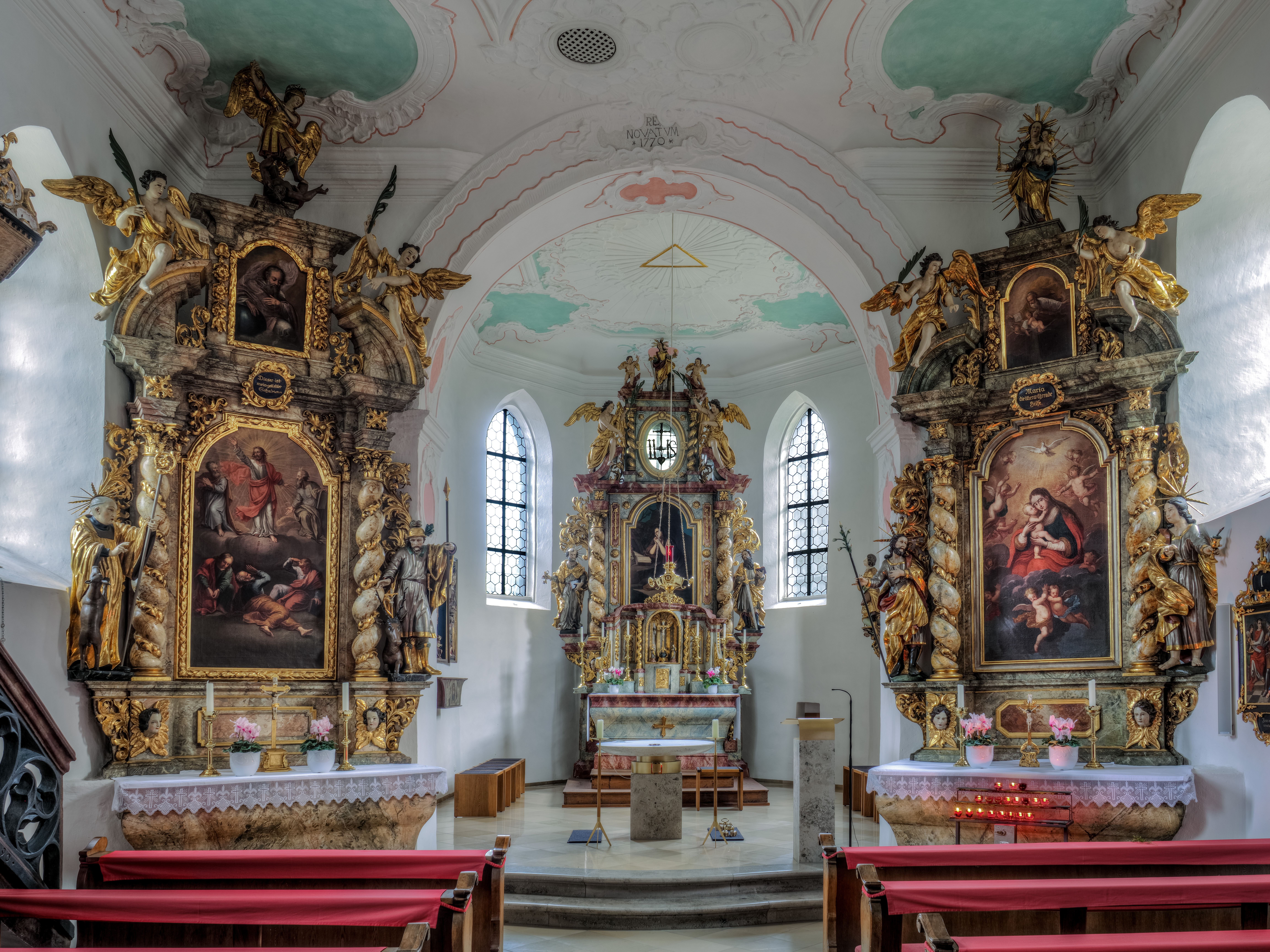
Innenraum

Die römisch-katholische Filialkirche St. Maria Magdalena steht in Unterleiterbach, einem Gemeindeteil des  Marktes Zapfendorf im oberfränkischen Landkreis Bamberg (Bayern). Das denkmalgeschützte Gotteshaus wurde 1346 erstmals urkundlich erwähnt. Die Kirche gehört zur Pfarrei St. Peter und Paul in Zapfendorf im Seelsorgebereich Main-Itz im Dekanat Bamberg des Erzbistums Bamberg.

## Beschreibung
Der eingezogene, dreiseitig geschlossene Chor im Osten entstand 1439. Die drei unteren Geschosse des Chorflankenturms aus Quadermauerwerk an seiner Nordwand wurden 1461 errichtet. Er wurde später mit einem schiefergedeckten Geschoss aufgestockt, das die Turmuhr und den Glockenstuhl beherbergt, und zwischen Scharwachttürmen an den vier Ecken mit einem achtseitigen Knickhelm bedeckt. Das verputzte Langhaus der Saalkirche ist mit einem Satteldach bedeckt, das dendrochronologisch auf 1527–34 datiert wurde.
Die Innenräume von Langhaus und Chor sind mit Stuck verzierten Flachdecken überspannt. Auf der Empore im Westen steht eine Orgel. Zur Kirchenausstattung gehören ein gegen 1520 gebauter Flügelaltar mit einem Marienbildnis im Schrein und weitere Altäre mit Statuen von Johann Sebastian Degler. Die Ölberggruppe stammt von Johannes Schwartzmann aus den Jahren 1712/13. Eine Sandsteinmauer aus dem 18. Jahrhundert umschließt, unterbrochen durch zwei Tore, die Kirche.